# Jill Godmilow

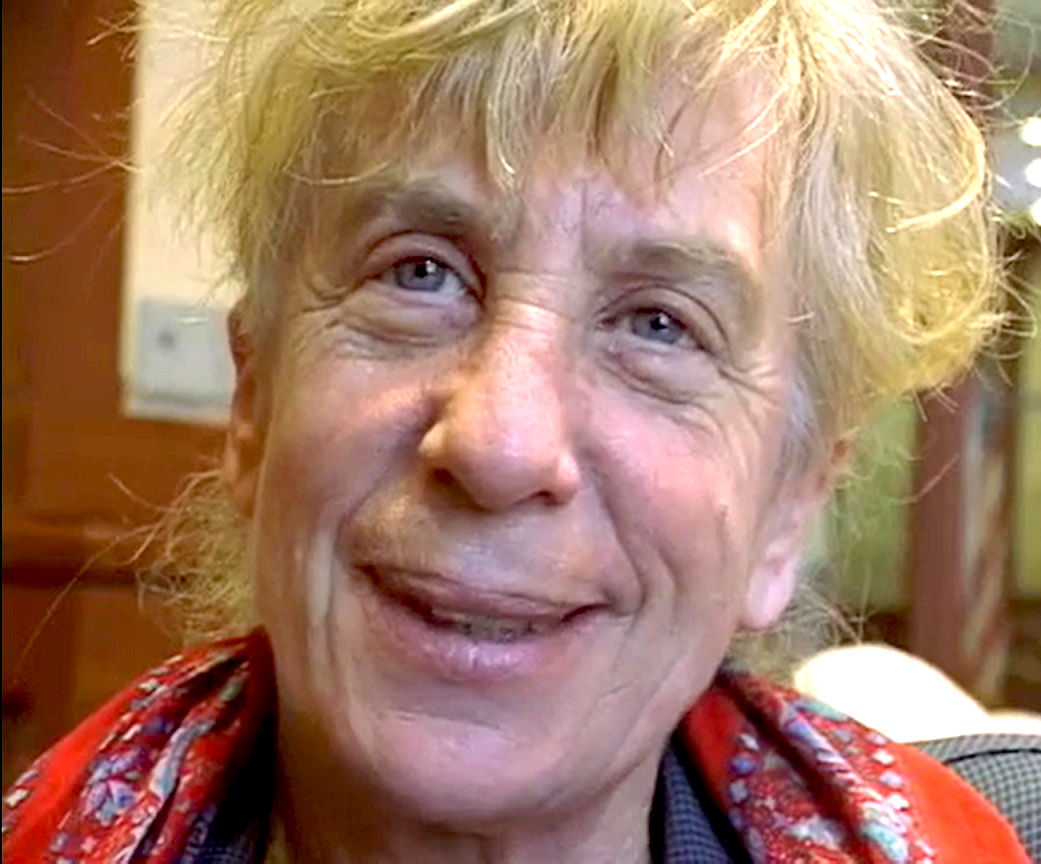
Jill Godmilow, 2009

Jill Godmilow (* 23. November 1943 in Philadelphia), auch Jilski genannt, ist eine US-amerikanische Filmemacherin.

## Leben und Werk
Godmilow studierte russische Literatur an der University of Wisconsin. Sie debütierte als Filmemacherin 1974 mit Antonia: A Portrait of the Woman, einem Dokumentarfilm über die Dirigentin Antonia Brico, der 1975 für einen Oscar in der Kategorie Bester Dokumentarfilm nominiert und 2003 ins National Film Registry der Library of Congress aufgenommen wurde. 1984 entstand Far From Poland, ein Dokumentarfilm über die polnische Solidarność-Bewegung.
Als bisher einziger Spielfilm entstand Wating for the Moon, ein Biographie Gertrude Steins und Alice B. Toklas mit den Hauptdarstellerinnen Linda Hunt und Linda Bassett. Er wurde beim Sundance Film Festival 1987 mit dem Großen Preis der Jury als bester Spielfilm ausgezeichnet. Ihr Film What Farocki Taught, aufgeführt beim Filmfestival Rotterdam 1998, knüpft an Harun Farockis Film Nicht löschbares Feuer über die Napalm-Produktion bei Dow Chemical an. 2000 erhielt sie ein Guggenheim-Stipendium.
2003 produzierte sie Lear ’87 Archive (Condensed), eine Dreifach-DVD über eine Inszenierung des König Lear durch das Theaterkollektiv Mabou Mines unter der Leitung von Lee Breuer, in der sämtliche Rollen gegengeschlechtlich besetzt waren (Hauptrolle: Ruth Maleczech). Weitere Dokumentarfilme drehte Godmilow u. a. über die Bildhauerin Louise Nevelson (Nevelson in Process), Richard Dyer-Bennetts Aufführung der Odyssee (The Odyssey Tapes) und den polnischen Theaterregisseur Jerzy Grotowski (The Vigil und With Grotowski, Nienadówka).
Von 1992 bis zu ihrer Emeritierung war sie Professorin am Department Film, Television, and Theatre der University of Notre Dame. Sie steht für einen Post-Realismus im Dokumentarfilm. Ihr 2002er Manifest Kill the Documentary As We Know wendete sich gegen traditionelle pädagogische Dokumentarfilmstile und die Praxis des Cinema verité. In ihrem 2022 erschienenen Buch Kill the Documentary: A Letter to Filmmakers, Students, and Scholars fasst sie diese Haltung, für die sie über die Jahrzehnte bekannt wurde, strukturiert zusammen.

## Filme

### Regie
(Quelle: )
- 1971: Tales
- 1973: Antonia: A Portrait of the Woman
- 1977: The Popovich Brothers of South Chicago
- 1984: Far from Poland
- 1987: Waiting for the Moon
- 1988: The Odyssey Tapes (Kurzfilm)
- 1994: Roy Cohn/Jack Smith
- 1998: What Farocki Taught
- 2001: Mabou Mines’ Lear ’87 Archive (Condensed)
- 2017: SCUM Manifesto (Kurzfilm)
- 2019: On the Domestication of Sheep (Kurzfilm)